# Krzysztof Kosedowski
Krzysztof Kazimierz Kosedowski (ur. 12 grudnia 1960 w Tczewie) – polski bokser, medalista olimpijski.

## Osiągnięcia
- Letnie Igrzyska Olimpijskie 1980 w Moskwie – brązowy medal w wadze piórkowej
- Mistrzostwa Europy w Boksie 1981 w Tampere – srebrny medal w wadze piórkowej
- Mistrzostwa Europy w Boksie 1983 w Warnie w wadze piórkowej (odpadł w ćwierćfinale)
- Mistrzostwa Świata w Boksie 1986 w Reno w wadze lekkiej (odpadł w eliminacjach).

Cztery razy zdobywał tytuł indywidualnego mistrza Polski:
- w wadze piórkowej: 1980, 1981, 1985 (w 1984 był wicemistrzem).
- w wadze lekkiej w 1986.

## Kluby
- Wisła Tczew (1975–1976)
- Stoczniowiec Gdańsk (1977–1978)
- Legia Warszawa (1979–1989)

Po zakończeniu kariery został trenerem, kierownikiem sekcji bokserskiej Legii. Jego bracia: starszy Leszek i młodszy Dariusz także byli znanymi pięściarzami.
Znany jest również ze swojej roli w polskim filmie Chłopaki nie płaczą (jako Siwy). Pojawił się na ekranie także w serialu Czwarta władza z 2004 roku, Sztos 2 oraz w serialu M jak miłość (jako trener Marcina Chodakowskiego /Mikołaj Roznerski/). Wystąpił również w teledysku „Nie mam do ciebie miłości” Skubasa.